# Ферден-Барл
Ферден-Барл (њем. Föhrden-Barl) општина је у њемачкој савезној држави Шлезвиг-Холштајн. Једно је од 95 општинских средишта округа Зегеберг. Према процјени из 2010. у општини је живјело 298 становника. Посједује регионалну шифру (AGS) 1060021.

## Географски и демографски подаци
Ферден-Барл се налази у савезној држави Шлезвиг-Холштајн у округу Зегеберг. Општина се налази на надморској висини од 6 метара. Површина општине износи 9,2 km². У самом мјесту је, према процјени из 2010. године, живјело 298 становника. Просјечна густина становништва износи 32 становника/km².